# Авеста (град)
Вижте пояснителната страница за други значения на Авеста.
Авеста (на шведски: Avesta) е град в централна Швеция, лен Даларна. Главен административен център на едноименната община Авеста. Разположен е около река Далелвен. Намира се на около 150 km на северозапад от столицата Стокхолм и на около 50 km на югоизток от Фалун. Получава частични права на град през 1641 г. ЖП възел. Населението на града е 14 738 жители според данни от преброяването през 2005 г.

## История
Градът е основан през 1303 г., като неголяма ферма на брега на река Далекарлия (Далелвен), под името Aghastadhum (Aghe, произнасяно „аве“, е от подобен произход с думата å, означаваща „поток“, в този случай Авестадфорш – приток на Далекарлия. Stadhum е от същия произход като stead – „ферма“). През 1636 г. се появяват първите медни рудници, които са изчерпани през 1869 г. Въпреки това, населението нараства и през 1919 г., Авеста получава статут и пълни права на град.

## Архитектура
Сред архитектурните забележителности на града е църквата. Тя е построена през 1655 г.